# かわいいオリカ
『かわいいオリカ』（かわいいおりか）は、小関裕次郎監督の日本映画。2022年12月6日公開。

## 概要
2022年12月6日に「OP PICTURES+フェス2022」の一編としてテアトル新宿で公開。
監督を務める小関裕次郎が愛する作品、アントン・チェーホフ『可愛い女』をモチーフに、脚本を小栗はるひが務め、映画初出演の白峰ミウを中心に、ピンク映画常連組の役者陣が脇を固める。
2023年3月24日よりR-18編集版が『巨乳令嬢　何度もイカされたい』のタイトルで劇場公開を開始。R-18番は70分に短縮されている。
映画ライターの切通理作は主人公の女を主体性のない存在としてだけではなく、ピュアさとして描くのはチェーホフ譲りとしながら、原典にあった行間を映像で描くわけでなく、そのまま描写している点を「観客に納得させるわけではない」と筆致。逸話を並べてぶつ切りのような形になった演出を「ねらいなのかもしれないが、映画のインパクトとして十分な効果が挙げられているのかといえば疑問」と論評した。
一方で原典にない映画オリジナルの登場人物となった「メイドの視点」を「よくある男の支配から逃れる女というフェミニズム的な視点から、別の次元から見つめるという意味で興味深い」と評価。この視点を後半にも持ってくることできれば「映画として原作をどう受け止めたのか」ができたのではないかと批評した。
2024年3月6日、『かわいいオリカ　愛欲の遍歴』のタイトルでスターボードからDVD化。

## あらすじ
お屋敷暮らしのお嬢様、オリカは好きな人なしでは生きていけない恋愛体質。誰もが認める美貌の持ち主で、最初はマジシャンの男を愛した。彼を失うとオリカも心を失った。やがてオリカは材木屋の男性と出会った。またしてもオリカはや材木業に献身的に思うようになり、夫の想うことは彼女の想うことになった。しかしその期間も長くはなかった。次にオリカは医者に恋した。オリカは自我を犠牲にして医者に尽くした。医者を愛するあまり、医者の受け答えをオウム返しするようになる。オリカはいつも誰かを愛していたし、愛なしではいられなかった。しかしオリカは人を愛すれば愛するほど、深い孤独であった。

## 登場人物
オリカ
演 ‐ 白峰ミウ
意志を持たず、主体性のない可愛い娘で、恋した男の価値観に染まり生き、言葉もオウム返しのように返す。
モチーフとなった『可愛い女』におけるオーレンカ。
家政婦
演 ‐ きみと歩実
原典作品にはない映画オリジナルの人物。オリカの男女関係を第三者的視線から見る。
医者の嫁
演 ‐ 卯水咲流
物語としての憎まれ役。彼女の登場により、オリカが葛藤を抱き、感情を持ち出す。
マジシャン
演 ‐ 安藤ヒロキオ
材木屋
演 ‐ 西本竜樹
医者
演 ‐ 石川雄也
オリカの父
演 ‐ 森羅万象
医者の息子
演 ‐ 橘聖人
クリーニング屋の旦那
演 ‐ ケイチャン
クリーニング屋の奥さん
演 ‐ ほたる
マジシャン仲間／警察とラジオの声／店の人
演 ‐ 市川洋

## スタッフ
- 監督：小関裕次郎
- 脚本：小栗はるひ
- 企画：小関裕次郎
- 撮影監督：創優和
- 録音、整音：大塚学
- 特殊メイク：土肥良成
- 編集：鷹野朋子
- 助監督：可児正光
- スチール：本田あきら
- 音楽：與語一平
- 監督助手：高木翔
- 撮影助手：岡村浩代
- 制作：鯨屋商店
- 提供・配給：オーピー映画